# Distrito de Callería
El distrito de Callería es uno de los siete que conforman la provincia de Coronel Portillo, ubicada en el departamento de Ucayali en el Perú. Su capital es la ciudad de Pucallpa.
Limita por el Norte con el departamento de Loreto, por el Este con el Brasil, por el Sur con el distrito de Masisea y por el Oeste con el distrito de Campoverde, el distrito de Nueva Requena, el distrito de Yarinacocha y el distrito de Manantay.

## Historia
Fue creado por Ley sin número del 13 de octubre de 1900, señalando como capital del distrito al pueblo de San Jerónimo. En 1912, se trasladó la capital distrital al pueblo de Pucallpa, anexado de la provincia de Ucayali.
Sus límites se modifican en 1943 y precisan en 1982.
Tiene una extensión superior a los 10 000 kilómetros cuadrados y una población superior a los 225 000 habitantes.
En este distrito se extiende la ciudad de Pucallpa, que es su capital y es la segunda ciudad en importancia de la amazonía peruana después de Iquitos.

## Geografía humana
En este distrito de la Amazonia peruana habita la etnia Pano grupo Shipibo-Conibo autodenominado  Joni'.

## Autoridades

### Municipales
- 2019 - 2022
  - Alcalde: Segundo Leónidas Pérez Collazos.
- 2015 - 2018[5]
  - Alcalde: Antonio Marino Panduro, de Todos Somos Ucayali.
  - Regidores:

  1. Diana Isabel Torres Neyra (Todos Somos Ucayali)
  2. Ayda Hermelinda Ríos Cárdenas (Todos Somos Ucayali)
  3. Leonardo Salomón Medina Azañedo (Todos Somos Ucayali)
  4. Iván Rodríguez Venancino (Todos Somos Ucayali)
  5. Brenda Célica Rodríguez Acosta de Ramos (Todos Somos Ucayali)
  6. Francisco Hidalgo Diaz (Todos Somos Ucayali)
  7. Cesar Augusto Palacios Herrera (Todos Somos Ucayali)
  8. Richard Ochavano Cumapa (Todos Somos Ucayali)
  9. Fernando Rubén Inga Cáceres (Movimiento Independiente Regional Cambio Ucayalino)
  10. Christopher Silva Vela (Movimiento Independiente Regional Cambio Ucayalino)
  11. Johnny Alexander Cruz Grandez (Movimiento Independiente Regional Cambio Ucayalino)
  12. Luis Alberto Vicente Yaya (Esfuerzos Unidos)
  13. Celso Ubaldo Julca Oyarzabal (Ucayali Región con Futuro)

### Religiosas
- Obispo de Pucallpa